# 和田カツ
和田 カツ（わだ カツ、1906年〈明治39年〉12月6日 - 1993年〈平成5年〉4月28日）は、日本の実業家。国際流通グループのヤオハンの創業者。静岡県熱海市に八百屋の八百半商店熱海支店を開業して以来、ヤオハングループの基礎を築いた立志伝中の人物として知られ、地元の熱海でも数々の功績で愛された。NHK連続テレビ小説『おしん』の主人公のモデルの内の1人との説でも知られている（別説あり、後述）。長男は元ヤオハン代表の和田一夫、五男はイズミ社長の山西泰明。神奈川県小田原市出身。

## 経歴

### 少女期
1906年（明治39年）12月6日、小田原の八百屋「八百半（やおはん）」の長女として生まれた。八百半はカツの父が開店し、大正末期から町で1・2を争う青果商にのし上がった店であった。年中休みなく働く両親に、幼少時より構われることが少なかったこと、加えて「女が学問をすれば生意気になって贅沢を覚えるだけ」という父の教えもあり、カツは八百屋が嫌いであった。
カツは親の跡を継がないために「学問を身に付けるしかない」と考え、反対する父を母になだめてもらい、店の台所仕事を引き受けることを条件として、猛勉強の末に高等小学校から小田原高等女学校（後の神奈川県立小田原城内高等学校）へと進学し、当時では数少ない女学生となった。

### 結婚
カツは女学校を1924年（大正13年）に卒業後、教員に就職するか、または会社員や銀行員の妻となることを夢見ていた。しかし父親は、自分の店の従業員の和田良平とカツを結婚させ、夫妻で八百屋を継がせることに決めてしまった。良平は八百半の暖簾分けを受け、天秤棒のみで行商を続けた後、旅館の軒先を借りて八百屋を営んでいた。カツは家出騒ぎまで起こして反発したが、結局は親に押し切られ、1928年（昭和3年）に結婚した。カツは「自分ほど不幸な女はいない」と、絶望にも等しい想いを抱いていた。当時の小田原で、高等女学校に入学できた女性は20人以下で、その彼女が理想でない男性と結婚したことで、「同級生の中で一番かわいそう」といわれた。
1929年（昭和4年）3月、長男の一夫が誕生した。結婚により暗い心境にいたカツは、子供を立派な大人に育てることを生きがいにすると決意し、子供を大学に行かせたい一心で、学費を貯めるため、積極的に働いた。朝5時に起き、夜12時まで働きづめだった。その働きぶりは「町内一の働き者」と評判であった。
その後も子供が生まれるたびに竹筒を用意し、5人全員を大学に進学させて立派に育てるという悲願のために、倹しい生活の中から、それぞれ竹筒に教育資金をためていた。

### 八百半の創業

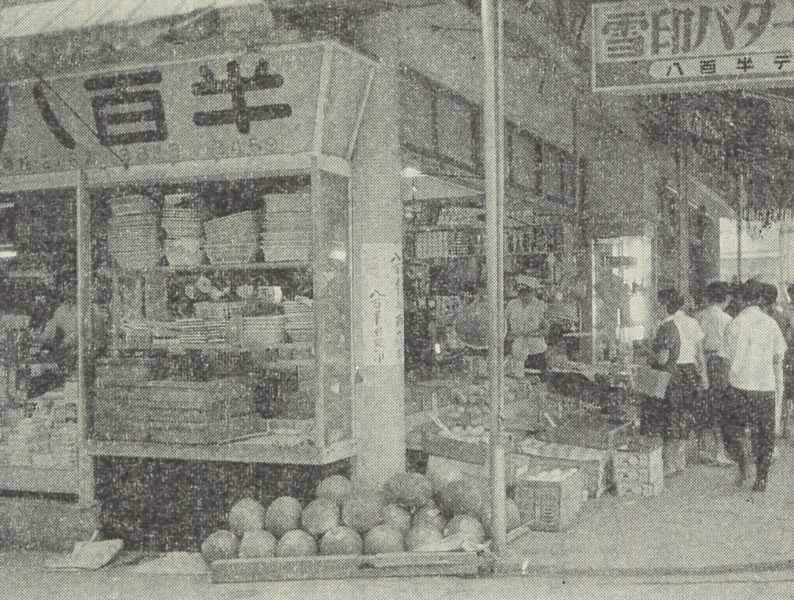
1930年（昭和5年）開店当時の八百半熱海支店

1930年（昭和5年）12月、熱海市銀座の旅館に新たな店舗を借り、「八百半熱海支店」を開店し、主に旅館との取引での商いを始めた。これが八百半創業元年である。後に大企業のヤオハンへ成長する店も、当時は旅館の軒先を借りての露店で、天秤棒を担いで行商でのスタートだった。
店の草創期、熱海には町一番の八百屋があり、カツはその店に追いつき、追い越すことを目標としていた。まだ電気式の冷蔵庫の普及が不十分な当時、その大店はトラック1台分の野菜を収納可能なほどの冷蔵庫を備えていたのに対して、八百半は家庭用の冷蔵箱（電気式でない氷式の冷蔵庫）しかなく、収納しきれない野菜は、夏季には日を置くと新鮮さが失せることが問題だった。
そこでカツは、夜間も野菜を店に並べたままにし、室内で蒸れないようにと戸を開け放ち、夫と交代で、団扇を片手に寝ずの番をした。平均睡眠4時間の生活が、十数年続いた。夜間には夜露で新鮮さが増す上に、映画館やダンスホールなどで帰りが午前2時、3時頃になる人々も店に寄ることができ、芸妓を連れた男性が見栄を張って高級な物をたくさん買うなどの、副次効果もあった。

### 波乱の日々
店もようやく軌道に乗り始め、生活も安定してきた矢先、1935年（昭和10年）、開店以来ずっと働き詰めだった夫が、肺浸潤で倒れてしまった。命は取り留めたものの、2か月は床から離れられない生活が続いた。
同1935年、長女が病気を患い、医師の手当の失敗により失明した上に、急性の大腸カタルにより2歳で早世した。カツは、多忙のあまり子育てや看病まで手が回らなかったことを悔いて、悲嘆に暮れた。
当時カツは、他の息子たちに対しても、性格や学業の伸び悩みなどに問題を抱え、子育てに苦悩していた。息子たち全員を大学に進学させたいにも関わらず、学校での成績が悪かったため、悲嘆のあまり、子供たちと共に心中しようと考えたことすらあった。
そんな折に新宗教団体「生長の家」の創始者である谷口雅春の著書『優良児を作る』を読んで、「子供をほめて優良に育てる」という教育方針に強い感銘を受けた。1944年（昭和19年）、カツは生長の家に入信し、熱心な信者となった。以後カツは信仰と子育てを通して自分を見つめ直し、夫との仲も復縁させていった。

### 熱海大火
太平洋戦争を経て、戦後から間もない1950年（昭和25年）4月13日、熱海の約千棟の建築物を焼失させた大火災「熱海大火」が発生した。八百半では人員的被害は無かったものの、20年かけて築いた八百半商店が、一夜にして全焼した 。
この火災より前に、長男の一夫が火災保険を増額する予定であり、増額分で十分な再建資金を得られるはずであった。しかし火災の日、カツが次男の晃昌の受験で横浜におり、一夫はカツ不在の熱海で多忙を極め、手続きまで手が回らず、増額はしていなかった。カツはいつもの彼女に似ず、一夫を激しく責めた。晃昌は「兄の失態の原因は自分の受験であり、責任が自分にある」「休学して働いて埋合せる」と申し出た。一夫もまた晃昌を庇い「自分が卒業を伸ばし休学し、失敗を取り返す」と言い出した。息子たちが互いに庇い合う姿に、カツは金のことで息子を責めたことを恥じ、大火災により人員的な被害が出なかったことこそを幸福だと考え直した。
この大火の直後、得意先である旅館の好意で、店の再建まで旅館の軒下を売り場とし、商売を継続することができた。また当時は仕入先が約40件に昇っていたが、彼らも「今月の勘定は棚上げで良い」と言った。カツは、これまで真っ当な商売を続けたことで、火災で失ったもの以上のものを得ることができたと感じ、より正しい商売の道に精進することを誓った。

### 商人道への開眼
1956年（昭和31年）、商業界の主催によるゼミナールが箱根湯本で開催され、出席予定であった夫が都合が悪くなり、カツが代理で出席した。代理出席のためにさほど目的意識は無かったものの、このゼミで「店は客のためにある」との言葉が、カツの胸に大きく響いた。これまで懸命に働いていたものの、それは自分らの生活、子供たちの学費、店の拡張など、あくまで自分らの利益が目的であり、このゼミでの教えはカツへの衝撃となった。ゼミが終わる頃には、持参したノート2冊が真っ黒になるほど、カツは講義に熱中し、商人道へと開眼することになった。
カツはこのゼミで、福島のスーパーであるベニマルの人物と話す機会を持った。ベニマルが現金正札販売を行っていることを知り、八百半でもそれまでの掛け売りから、現金正札販売へ切り替えることを、家族らに進言した。家族は、従来の方法と全く異なる商法への転換に賛成しなかったが、ゼミ受講やベニマル見学を経て、カツに賛成した
八百半は1956年（昭和31年）に、現金正札販売でのデパートとして再出発を果たした。この日、カツは客たちから「こんなに安く買えて、どんなに助かるかわからない」「本当にありがとう」などの礼の言葉をもらい、大きな感激となった。また「店員は優しくて親切」との声もあった。良い商品を安く売ることは経営上の工夫で可能だが、親切は全店員が心を一つにしなければならないことであるため、カツにとっては、商品の質や値段を褒められる以上の喜びとなった。
1950年代末頃からは、自分の学んだ商人道を従業員たちにも説くため、新入社員の精神教育の専任となり、八百半の精神を皆に説いた。また従業員たちを大切にするため、1964年（昭和49年）には従業員寮を含む社屋が新設され、カツ自らが考慮した、栄養バランスに富んだ食事が提供された。
1973年（昭和48年）、八百半初の本格的ショッピングセンターである静岡県伊豆の三島店で、テナント店のレストランで赤痢菌が発見されて営業停止処分に遭い、三島店自体も営業停止処分となった。同年に夫が死去して葬儀を済ませたばかりであり、カツは涙をぬぐいつつ、患者たちへの謝罪のために、家々を回った。やがて保健所の許可が下り、三島店の営業を再開された。カツが恐る恐る店内を覗くと、食品売場は客であふれ、食品が飛ぶように売れていた。カツは客たちが八百半を信頼していることを確信し、この信頼に応える決意を新たにした。
働く女性への思いは、社員の雇用制度に色濃く反映されており、退職した女子社員の再雇用や、出産後に一定の給与を得ながら休める育児休業、育児時間に合わせて勤務時間を短縮できる育児短縮勤務を、業界でいち早く導入した。

### 日本国外での活動
ヤオハンは商売を順調に伸ばし、昭和40年代にかけて静岡県内各地から、日本国外にも進出し、本格的なショッピングセンターを設立するにいたった。日本スーパーマーケットの国外進出は、業界初とされる。

#### シンガポール
1974年（昭和49年）、ヤオハンのシンガポール1号店が開店した。シンガポールは東南アジアと欧米各国を結ぶ重要拠点であり、カツは自らヤオハンの精神を現地の社員に説くことを望んだ。長男の一夫は「現地へ行っても、給料を払う余裕はない」と窘めたが、カツは「手弁当でも行く」と返した。他の息子たちも「シンガポールの暑さは67歳の体には堪える」と言って反対したが、カツはそれを押し切って現地へ発った。
シンガポールにはイスラム教徒が多く、現地でカツの説く講義に「生長の家」の話が頻繁に含まれていることが不評であった。カツは宗教について説くつもりも、まして別の国の宗教を批判するつもりもなく、考え方の話をしているのだと強調し、あくまで現地の人々の幸福を願っていることを強調した。カツの誠意は通じ、カツに反発していた社員の1人は「ミセス・ワダの話は、私たちの宗教の教えと変わりない」「もっと講義を聞きたい」と、カツと握手を交わした。
その10年後には、カツの講話を聴いた女子社員が、「開店10年記念に」と、YAOHANの文字が彫り込まれた金のスカーフ留めをカツに贈った。後年、カツはそれを宝物のように扱っていた。

#### ブラジル
ヤオハンは1971年（昭和46年）よりブラジルにも進出していたが、1970年代末にインフレの影響で、ブラジル店が壊滅的な打撃を受けた。一夫を始めとする役員たちは、ブラジル撤退で意見が一致したが、カツは「社員や家族を見殺しにはできない」と、ただ1人反対を唱えた。
しかし1977年（昭和52年）、ブラジル店は会社清算に追い込まれて、結局ブラジルからの撤退を強いられた。現地での事業清算にあたり、役員らが債権者たちの自宅を回ると、カツも72歳にしてそれに加わった。債権者たちの数は1300件におよび、高齢のカツが熱帯のブラジルでそれだけの数を回ることは周囲が咎めが、カツは難航している先は自分が行くと言ってきかなかった。
カツは中でも特に重要な債権者の1人に会いに行ったが、相手は頑としてカツと会うのを拒んでいた。カツは自宅前の土の上に正座して面会を願い、さらに雨が降りしきる中、泥だらけになりながらの正座を3日間続けた。ついに債権者も折れて面会が叶い、清算に協力して貰え、会社清算にこぎ着けた。

#### その他
カツは晩年になっても、社員教育のために精力的に日本国外へ出向いた。現地でも「日本の母さん」と呼ばれ、社員から愛され、親しまれた。車椅子生活となっても世界中を飛び回り、子育ての悩みや夫への不満を持つ駐在員の妻たちの相談相手にもなった。
1988年（昭和63年）にはニューヨーク店の開店に、車椅子姿で駆けつけた。押し寄せる客の波を見て目を潤ませながら、亡き夫に「お父さん、ご覧になっていますか」と語りかけていた。

### 晩年
1980年代末頃からは、持病の糖尿病と腰骨の老化により、入退院を繰り返す身となった。しかし、それでも持ち前の使命感の強さから、新入社員への講義を欠かすことはなかった。長男の一夫は、ヤオハンの本部が香港に移った1990年（平成2年）より家族共々香港に移住しており、帰国のたびに、必ず病床のカツの枕元で仕事の報告をし、カツはそれが大変な喜びであった。子供や孫の数は、21人に膨れ上がっていた。
1991年（平成3年）、骨折の大怪我を負い、二度にわたる手術の後に意識を失った。意識を取り戻したカツは、息子に遺す最後の言葉と思い、ヤオハンの商人道と創業精神を語った。
1993年（平成5年）4月19日、入院先からの一時帰宅を許可され、熱海市の自宅で湯船に浸かって、窓の外の満開のツツジの眺めながら「ありがとう。私ぐらい幸せな者はいない」と漏らした。その翌週の4月26日には、病室で死期を予感したかのように「私は本当に幸せだった。ありがとう、ありがとう」と言い、さらに30人ほどの人々に電話をかけ「お世話になりました。長い間ありがとう」と伝え、これが最期の言葉となった。その2日後の同1993年4月28日、入院先である神奈川県湯河原町の病院で、心筋梗塞により満86歳で死去した。

## 没後
カツは遺言として「葬儀は熱海の山並みと海が見えるヤオハン白石山荘で」と生前に語っており、その遺志に基づいて自宅と同住所である熱海市の迎賓館ヤオハン白石山荘で、1993年（平成5年）5月1日に葬儀と告別式が行われ、約3000人が参列した。
同1993年5月26日に熱海市内のホテルで、国際流通グループの社葬が行われた。アジアや南北アメリカで活躍する一族30人の肉親が駆け付け、流通業界をはじめ政財界や宗教界から4千人が参列した。
祭壇上からカツ本人が生前記録のVTRで、参列者に「働ける間は、生きていたい。ありがとうございました」と語りかけた。当時の熱海市長である内田滋が葬儀委員長を務め、「熱海で創業し、世界にはばたくヤオハンの進展に一生をささげた功績は郷土の誇り」と追悼の辞を述べて、その偉業を称えた。
カツの死後、ヤオハンを引き継いだ長男の一夫たちは、バブル景気と共にさらに店を急成長させたが、無理な業務拡大が祟り、1997年（平成9年）に倒産に至った。一夫は「母から教わった『お客様を大切にする』という精神を見失ったことが一番の原因」と述懐していた。大企業となったヤオハン倒産は、当時は一種の社会問題としても騒がれ、同時にカツの商人道が改めて見直されることにもなった。

## 人物

### 『おしん』のモデル説
1983年（昭和58年）のNHK連続テレビ小説『おしん』の、主人公のモデルの内の1人とも言われる。しかし実際には、原作者の橋田壽賀子自身が日本経済新聞の連載記事上で、「ヒントはいただいたが、モデルはいない」「いるとすれば、苦難の時代を生き抜いてきた『日本の女たち』」と語っていた。また長男の一夫も「ドラマにスーパーのチェーンが登場するので、人が勝手にそう思っただけ」「東南アジアなど、日本国外の人がそう言い始めた」「モデルではない」と、モデル説を否定していた。
カツがモデルと考えられた理由は、野菜行商から身を興して昼夜を問わず働き続けたこと、奮闘努力の生きざま、子育てをしながら商売に打ち込む姿、などがドラマに通じるためと見られている。また橋田の住居がカツと近所同士であり、交流があったことから、カツの昔話を参考にしたとの説もある。
カツ自身はこのモデル説を「恐れ多い話」「橋田さんに申し訳がない」と否定していたが、「橋田さんの作品の素材にお役にたったとしたら、おしんの後半生の部分でしょうか」とも語っていた。
ブルネイで『おしん』が放映された際には、ヤオハンがスポンサーとなった。マレーシアやシンガポールでも、貧しい日本女性の物語として『おしん』の人気が高かったことが、ヤオハンが庶民に人気を得る要因の一つとなっていた。
同じくNHK連続テレビ小説で、2015年（平成27年）に『あさが来た』が放映された際には、同作のモデルである広岡浅子と同様に、明治以降に活躍した女性実業家の1人として、『おしん』のモデルとして和田カツの生涯が、雑誌記事などで取り上げられた。

### 俳句
1981年（昭和56年）、「たまには息抜きも必要」と俳句を始め、俳誌『風声』の仲間に入った。この年はヤオハンが現金正札販売を断行して25年目にあたり、カツは客を大切に思う精神を「客はみな恩人二十五年の秋」の句を詠んだ。句集に『花茄子』があり、一夫の香港移住を寂しく送った「香港へ家族を送る五月晴れ」などの句が詠まれている。

## 年譜
- 1906年（明治39年）12月6日 - 神奈川県小田原市の八百屋「八百半」に誕生[1]
- 1924年（大正13年） - 小田原高等女学校を卒業[12]
- 1928年（昭和3年） - 八百半の従業員である和田良平と結婚[6]
- 1930年（昭和5年）12月 - 八百半熱海支店を開店（1948年より八百半商店、1955年より八百半デパート、1991年よりヤオハンジャパン[6]）
- 1944年（昭和19年） - 生長の家に入信[6]
- 1956年（昭和31年） - 商業界の主催によるゼミナールにより、商人道を学ぶ[6]
- 1962年（昭和37年）- 八百半デパート副社長に就任[12]
- 1974年（昭和49年） - 生長の家の白鳩会静岡教区連合の会長に就任[6]
- 1986年（昭和61年）- 八百半デパート会長に就任[12]
- 1989年（平成元年）- 八百半デパート最高顧問に就任[12]
- 1990年（平成2年）5月 - 財団法人・中小企業レクリエーションセンターの理事長に就任[52]
- 1993年（平成5年）4月19日 - 神奈川県湯河原町の病院で、心筋梗塞により満86歳で死去[12]

### 受賞歴
- 1981年（昭和56年） - 紺綬褒章（長男の一夫と共に受章）[6]
- 1986年（昭和61年） - 食品産業功労賞（日本食糧新聞社制定、女性初の受賞）[6]、名古屋国税局局長賞[6]
- 1988年（昭和63年）- 紺綬褒章[12]
- 1991年（平成3年） - 通産大臣賞[12]

## 著書
- 『ヤオハン・祈りと愛の商人道』日本教文社、1988年10月。ISBN 978-4-531-06190-7。

## 関連楽曲
- 瀬川瑛子『やっちゃ場繁盛記』 - 和田カツをモデルとしている[2]